# Forma ciclica
La forma ciclica è una tecnica di  costruzione musicale, che coinvolge più sezioni o movimenti di una composizione, in cui un tema, una melodia, o materiale tematico si ritrova in più di un movimento come elemento unificante. A volte un tema può trovarsi all'inizio e alla fine (per esempio, nella Sinfonia n. 3 di  Brahms); altre volte lo si trova in una veste diversa in ogni sua parte (Berlioz, Sinfonia fantastica).

## Storia
La tecnica ha una storia complessa, essendo caduta in disuso nel periodo barocco e classico, ma in costante aumento durante il XIX secolo
La messa ciclica del Rinascimento, che incorpora una porzione generalmente nota come cantus firmus in ciascuna delle sue sezioni, è un uso precoce di questo principio unitario in una forma a più sezioni. Esempi si possono trovare anche nella musica strumentale del tardo XVI e del XVII secolo, per esempio nelle canzoni, sonate e suite di compositori come Samuel Scheidt, in cui un ostinato può ripresentarsi in ogni movimento. Quando i movimenti sono abbastanza brevi da essere percepiti come una singola entità, piuttosto che molte, i confini cominciano a confondersi tra forma ciclica e variazione. 
Nel periodo barocco e in quello classico, la forma ciclica non è in genere utilizzata nella musica strumentale, anche se Luigi Boccherini è un'eccezione. Mozart, ad esempio, non ripete mai un tema in qualsiasi movimento dei suoi quartetti, quintetti, sinfonie o concerti. Haydn utilizza la tecnica solo in un paio di occasioni, ad esempio, alla fine della Sinfonia n. 31, dove la musica ricorda la chiamata del corno presente in apertura di composizione. Nella musica vocale sacra, d'altra parte, ci sono alcuni importanti esempi, come in Johann Sebastian Bach, Messa in Si minore e in Mozart, Messa dell'incoronazione. 
Si deve a Beethoven la reintroduzione della forma ciclica. Nella Sinfonia n. 5, il III movimento (Allegro) è una variazione del tema del I, ed inoltre viene richiamato per terminare la sezione dello sviluppo del finale; il finale della Sinfonia n. 9 presenta rapidamente reminiscenze esplicite dei tre movimenti precedenti prima di pervenire all'idea che ne costituisce il tema principale.
Molti compositori del XIX secolo, hanno seguito l'esempio di Beethoven: il più famoso, César Franck, nella Sinfonia in re minore, ma anche Berlioz nella Sinfonia fantastica, e Franz Liszt in numerose opere. Fra queste, la Sonata in si minore per pianoforte, che inizia con una chiara presentazione di diverse unità tematiche, ognuna delle quali  è ampiamente ripresa e sviluppata lungo tutto il pezzo. Verso la fine del XIX secolo, la forma ciclica era diventata un procedimento costruttivo estremamente comune nella composizione musicale,  probabilmente perché la crescente lunghezza e complessità delle opere composte da vari movimenti richiedeva un elemento unificante dell'intera composizione che fosse più forte della semplice relazione tonale tra i movimenti.

## Esempi
Alcuni esempi di composizioni in forma ciclica in ordine cronologico:
- Haydn - Sinfonia n. 31: materiale dell'inizio del primo movimento richiamato al termine del finale
- Haydn - Sinfonia n. 46: materiale del terzo movimento (minuetto) richiamato nel finale
- Beethoven - Sinfonia n. 5: materiale dello scherzo richiamato nel finale
- Beethoven - Sinfonia n. 9: tutti e tre i primi movimenti sono ripresi nel finale
- Schubert – Fantasia Wanderer
- Berlioz - Sinfonia fantastica: 'idea fissa' presente in tutti e cinque i movimenti

Fanny Mendelssohn Hensel - Trio in re minore (1846): il secondo tema del primo movimento ricompare subito prima della coda del quarto.
- Liszt  – Sonata in si minore
- Franck – Sinfonia in re minore
- Elgar - Sinfonia n. 1: tema del primo movimento ripreso nel finale
- Tchaikovsky - Sinfonia n. 4: 'motto' del primo movimento richiamato nel finale
- Tchaikovsky - Sinfonia n. 5: 'motto' del primo movimento richiamato in tutti i successivi; il primo soggetto del primo movimento ritorna nel finale
- Rachmaninoff – Sinfonia n. 1
- Enescu – Ottetto per archi in do maggiore
- Enescu – Sinfonia n. 1
- Manén –  Fantasia-Sonata Op.A=22 per chitarra
- Prokofiev - Sinfonia n. 6: tema del primo movimento richiamato nel finale